# Franco Giorgetti
Franco Giorgetti (Varese, 13 d'octubre de 1902 - Bovisio-Masciago, 18 de març de 1983) va ser un ciclista italià, que fou professional entre 1921 i 1943.
El seu principal èxit esportiu fou la medalla d'or aconseguida als Jocs Olímpics d'Anvers de 1920 en l'especialitat de persecució per equips, junt a Arnaldo Carli, Primo Magnani i Ruggero Ferrario. També va participar en la cursa dels 50 kilòmetres, finalitzant en sisena posició, i en la de velocitat individual, quedant eliminat en la repesca.
Com a professional destacà en les curses de sis dies.

## Palmarès
- 1920
  -  Medalla d'or en persecució per equips als Jocs Olímpics de 1920
- 1921
  - 1r al Tour del llac Léman
- 1926
  - 1r als Sis dies de Nova York (amb Reginald Macnamara)
- 1927
  - 1r al Campionat dels Estats Units de mig fons
  - 1r als Sis dies de Chicago (amb Carl Stockholm)
  - 1r als Sis dies de Chicago (b) (amb Robert Walthour jr.)
  - 1r als Sis dies de Nova York (amb Reginald Macnamara)
- 1928
  - 1r al Campionat dels Estats Units de mig fons
  - 1r als Sis dies de Nova York (amb Fred Spencer)
  - 1r als Sis dies de Nova York (amb Gerard Debaets)
- 1929
  - 1r al Campionat dels Estats Units de mig fons
  - 1r als Sis dies de Nova York (amb Gerard Debaets)
  - 1r als Sis dies de Nova York (b) (amb Gerard Debaets)
- 1930
  - 1r al Campionat dels Estats Units de mig fons
  - 1r als Sis dies de Nova York (b) (amb Paul Broccardo)
- 1932
  - 1r als Sis dies d'Atlantic City (amb William-John Peden)
- 1933
  - 1r al Campionat d'Itàlia de mig fons
- 1935
  - 1r als Sis dies de Buffalo (amb Alfred Letourneur)
  - 1r als Sis dies de Chicago (amb Alfred Letourneur)
  - 1r als Sis dies de Nova York (amb Alfred Letourneur)
- 1941
  - 1r al Campionat d'Itàlia de mig fons